# Spark the Fire
"Spark the Fire" é uma canção da cantora estadunidense Gwen Stefani. Foi escrito por Gwen Stefani e Pharrell Williams, e produzido por Williams.

## Antecedentes
Após uma aparição durante a execução de Pharrell Williams no Coachella Valley Music and Arts Festival 2014, Pharrell brincou que a aparição ao vivo de Stefani foi o início de um 'comeback' para o cantor.

## Recepção da crítica
Lucas Villa, de AXS, chamou "Spark the Fire" de um "fracasso", escrevendo que "em vez de reacender [a] magia do passado" por trás de "Hollaback Girl", a canção "apenas deixa sair um monte de ar quente".

## Vídeo musical
O vídeo musical foi lançado em 01 de dezembro de 2014, na conta oficial da VEVO, no YouTube, de Stefani.

## Performances
Stefani cantou a música ao vivo no 01 de dezembro de 2014 em um episódio de The Voice, onde ela é uma parte dos jurados. A performance começou com Stefani flutuando para baixo para o palco em uma enorme, com uma nuvem animada e vestida em um macacão decorados à nuvem de pó-azul. Pharell Williams também estava no palco, vestindo azul escuro com um agasalho Adidas.

## Histórico de lançamento
| Região         | Data                   | Formato(s)       | Gravadora  |
| -------------- | ---------------------- | ---------------- | ---------- |
| Estados Unidos | 01 de dezembro de 2014 | Download digital | Interscope |

## Desempenho nas tabelas musicais

### Posições
| Tabela musical (2014–15)                     | Melhor posição |
| -------------------------------------------- | -------------- |
| Indonésia (Creative Disc Top 50)             | 5              |
| Estados Unidos (Hot Dance Club Play)         | 29             |
| Estados Unidos (Billboard Twitter Real-Time) | 1              |